# 孟羽正
孟羽正（1514年—？），字仲禹，一字衛卿，直隸松江府華亭縣人，民籍，明朝政治人物。

## 生平
嘉靖二十二年（1543年）癸卯科應天鄉試第八名舉人，二十九年（1550年）中式庚戌科會試第一百二十二名，二甲第八十二名進士。授刑部主事，升南京禮部儀制司郎中。

## 家族
高祖孟陽；曾祖孟仝；祖父孟元；父孟永。母沈氏；繼母何氏。嚴侍下。兄孟羽儒，弟孟羽中、孟羽治、孟羽明、孟羽業、孟羽紀、孟羽文、孟羽詳。